# 曹远谋
曹远谋（1935年11月—2017年7月1日），河南省杞县人，中华人民共和国政治人物。

## 生平
1952年1月参加工作，1956年4月加入中国共产党。曾任开封第十六中学党支部书记、副校长；开封日报社政教部副主任、开封广播站编辑，中共开封市委新闻报道组组长，市委宣传部干事、副科长、科长，开封日报社副总编辑、总编辑，中共开封市委宣传部副部长兼教育局局长，开封市人大常委会秘书长、开封市人大常委会副主任。1999年3月退休。2017年7月1日在开封逝世，享年82岁。